# Educació

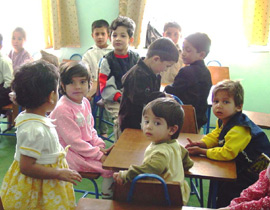
Xiquets en un parvulari de l'Afganistan.

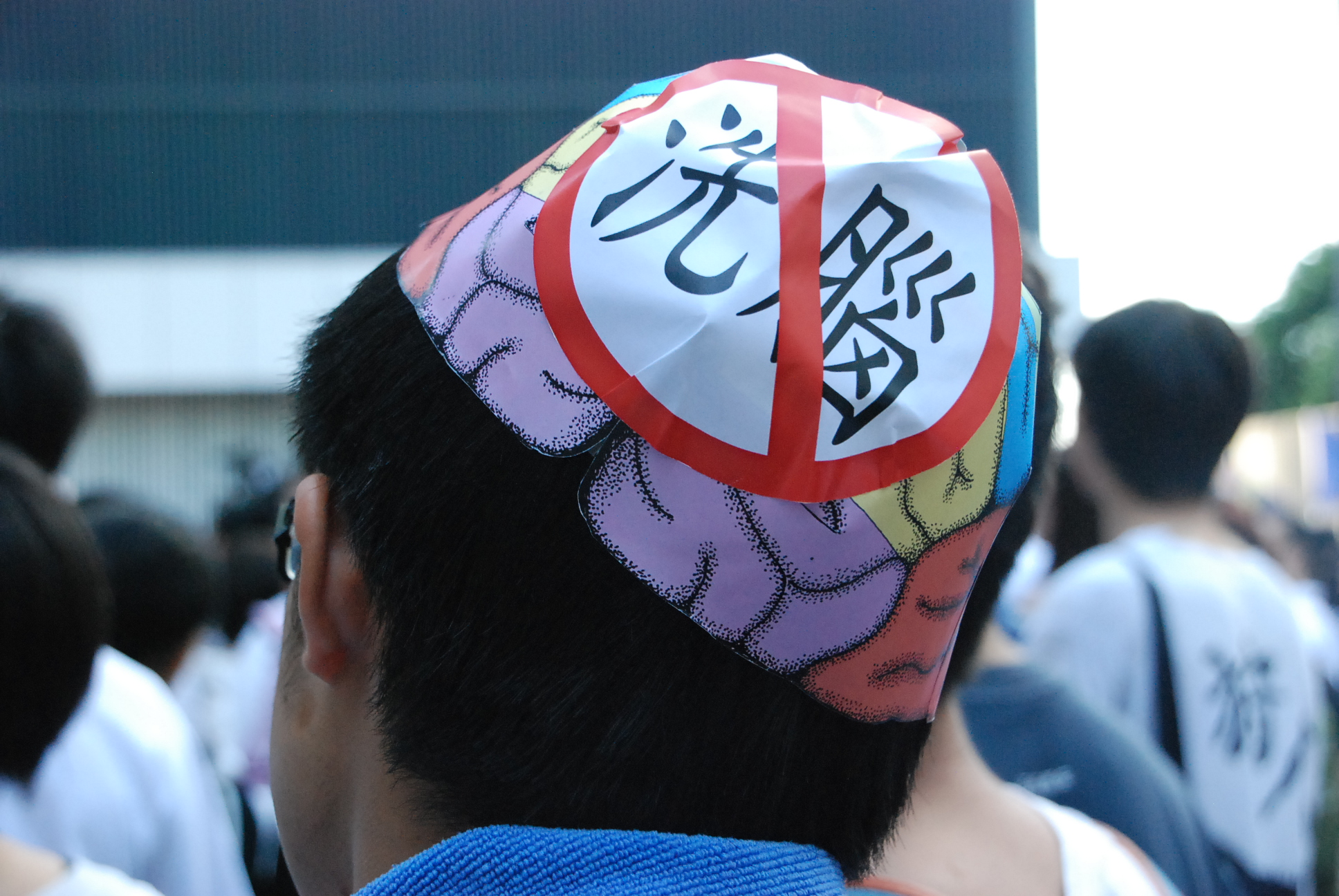
L'adoctrinament a l'aula, la incorporació de contingut polític al material d'estudi o els professors que abusen del seu paper per adoctrinar els estudiants van en contra dels objectius de l'educació que busca la llibertat de pensament i el pensament crític.

L'educació és el procés pel qual la societat transmet coneixements, perícies, aptituds i valors als infants i adults i està concernida tant per un procés de donar coneixements (ensenyament) com el de rebre'ls (aprenentatge). És qualsevol acte o experiència que té un efecte formatiu en la ment, el caràcter o la capacitat física d'un individu. S'ha de distingir entre l'educació informal (en la família, al carrer, en la comunitat, l'aprenentatge per imitació, l'autoaprenentatge) i l'educació formal (en escoles i altres institucions dedicades a la formació). En totes les seves formes és una part essencial del procés de socialització, que dona eines i coneixements per viure en la societat.
L'educació formal es divideix en una sèrie d'etapes conegudes al sistema català com educació infantil, educació primària, educació secundària obligatòria, seguit per formacions superiors, professionals, postgraus i l'educació permanent per adults.
El dret a l'educació és un dret humà fonamental reconegut per la Declaració Universal dels Drets Humans a l'article 26: «Tota persona té dret a l'educació. L'educació serà gratuïta, si més no, en la instrucció elemental i fonamental.» També figura a l'article 2 del primer Protocol de la Convenció Europea de Drets Humans, i igualment al Pacte Internacional dels Drets Econòmics, Socials i Culturals de les Nacions Unides de 1966 garanteix aquest dret a l'Article 13.
El filòsof Plató juntament amb Sòcrates definien 3 parts del mètode educatiu, la maièutica, l'anamnesi i l'amor
El filòsof Plutarc el Gran, deixeble de l'Escola Platònica definia: "El cervell no es un vas per omplir sinó una làmpada per encendre".
El filòsof Aristòtil, també deixeble de l'Escola d'Atenes, donava la definició següent: «L'educació consisteix a dirigir els sentiments de plaer i dolor cap a l'ordre ètic».

## Etimologia
El mot educació prové del substantiu llatí ēdūcō, compost per ēx- ('fora de, lluny de, en cada part de, a consciència de, aconseguir que, per sobre de, privació de') i dūcō ('jo condueixo, jo guio') o dux ('líder, comandant, general, príncep, governant').
La mateixa etimologia de la paraula promou el desenvolupament de les potencialitats psíquiques i cognitives pròpies de la persona des del seu intel·lecte i el seu coneixement.
El primer esment escrit en català data del 1696 en el Gazophylacium Catalano-Latinum de Joan Lacavalleria i Dulac.

## Objectius[calcitació]
Els objectius prioritaris de l'educació formal al llarg dels anys han anat variant però sempre amb l'èmfasi de transmetre coneixements, aptituds i valors. En una concepció contemporània, el desenvolupament màxim de les capacitats de tots és un dret que contribueix a la cohesió social.
Els centres, tenint en compte aquests objectius prioritaris i seguint el principi de l'escola inclusiva que garanteixi l'equitat, i d'acord amb les seves característiques, han de concretar totes i cada una de les actuacions dels alumnes i que, d'aquesta manera, aquests acabin establint tots i cada un dels objectius següents:
- A través de la formació contínua orientada a les necessitats educatives dels alumnes, acabar afavorint l'autoformació en el centre a partir de la diagnosi de les necessitats del centre[Cal aclariment]
 i així poder acabar de transferir-les a l'aula i, per tant, a l'alumnat.
- Incentivar el procés d'estructuració del pensament, de la imaginació creadora, les formes d'expressió personal i de comunicació verbal i gràfica.
- Afavorir el procés de maduració dels nens en el sensoriomotor, la manifestació lúdica i estètica, la iniciació esportiva i artística, el creixement social afectiu, i els valors ètics.
- Enfortir la relació del centre i l'entorn per afavorir respostes integrals i comunitàries als reptes educatius, amb la col·laboració i el treball en xarxa entre els centres, els agents socioeducatius, les entitats del territori i el teixit productiu.
- Estar sempre activats davant la innovació metodològica i didàctica a les aules per adquirir les competències bàsiques que han de contribuir al desenvolupament personal de tots i cadascun dels alumnes.
- Posicionar la lectura com a eix vertebrador dels aprenentatges en totes les àrees i matèries curriculars.
- Accions de dinamització lingüística i comunicativa en els àmbits acadèmics i d'interculturalitat per afavorir el plurilingüisme efectiu dels alumnes i incrementar el domini de les llengües.
- La utilització de l'emprenedoria en totes les etapes educatives com a eina per a l'autoconeixement de l'alumne i d'aquesta manera afavorir-ne la creativitat i la innovació.
- La prevenció i la reducció de l'absentisme i l'abandonament escolar amb estratègies i actuacions educatives i organitzatives que impliquin el centre, les famílies i els serveis socials.

## Història de l'educació

### Introducció
La història de l'educació, recull les diferents concepcions de l'educació al llarg del temps i la seva evolució fins al dia d'avui, incloent-hi els seus objectius i els seus mètodes per dur-la a terme. Aquesta història inclou l'educació formal, a càrrec de mestres o docents professionals i aquella que forma part de la socialització de qualsevol infant; igualment comprèn els aprenentatges tècnics o d'oficis, depenent de tallers i basats en la imitació, i aquells coneixements més acadèmics, començant per l'alfabetització i finalitzant pels estudis superiors, passant per la cultura general que pretén proporcionar l'educació bàsica contemporània.
La paraula infant prové del grec i el seu significat era sinònim de "el que no tenia veu", una clara representació de la valoració que es tenia durant els principis de l'educació als infants. L'abandonament, el treball infantil i tota mena d'abusos han estat una tònica habitual durant molt de temps. Fins al segle xviii els infants no solien rebre un tracte diferent dels adults.

### L'educació en el món clàssic
A l'Antiguitat Clàssica, la infància no gaudia d'una consideració especial. Es tenien molts fills per garantir la reproducció de la família, en aquestes condicions, el dret a l'educació era un luxe, en què l'estat no intervenia per res i l'educació passava a ser un negoci privat on els alumnes es convertien en clients. Cal destacar però, que l'educació del camp a la ciutat era molt diferent, una diferència que es trobava reflectida també entre els dos gèneres. Es considerava que les nenes no calien tenir estudis, ja que la seva posició no podia sobre passar-se de fer feines com la costura o cuidar de la casa i dels seus fills en un futur.
A Roma es va promoure l'educació de les nenes (tot i que només fins als 11 anys, mentre que els nois continuaven usualment fins als 15) i es van organitzar nivells o cursos, seguint les idees de Quintilià, ja que va advertir que els petits tenien més memòria i capacitat per aprendre, idea cabdal de l'educació infantil d'aquell temps, i això significava que els infants que s'ho podien permetre anaven a escola i que avançaven de curs quan assolien determinats continguts, deixant els estudis per incorporar-se al món laboral o a petició de les famílies, independentment del nivell final adquirit. Només les elits finalitzaven els plans complets. És per tant que cal mencionar que durant els seus inicis, la violència física era una via per corregir les conductes, considerada com a "mètode pedagògic".
En aquesta etapa es van proliferar les escoles privades i d'aquesta manera només les famílies privilegiades (el que ens dona resposta a l'alt nivell d'analfabetisme que trobàvem i encara trobem en la gent gran) poguessin assegurar els coneixements necessaris per poder prosperar socialment. Cal esmentar que el terme pedagog va sorgir en referència a l'esclau que portava els infants a l'escola. És per tant, que l'aparició de l'escola com una institució rígida marcada per a influència de l'església, va suposar un canvi radical en la manera d'educar els alumnes. Allà es va establir per primer cop un currículum educatiu dividit en assignatures, que comprenia lectoescriptura, educació física, música, literatura i història. Com que no hi havia control estatal podia variar molt el nivell i tipus de continguts impartits. Amb l'adveniment de la democràcia a Atenes, va augmentar el nombre d'anys d'escolarització i es va començar a ensenyar ciència, retòrica i filosofia, com proven els cercles sofistes, l'Acadèmia de Plató (qui proposava una educació pública segons la futura ocupació) o el Liceu d'Aristòtil, destinats no ja a infants sinó a gent desitjosa de continuar formant-se. A Esparta, per contra, es promovia la instrucció militar i la formació en valors d'obediència als superiors, per sobre de l'accés a la paraula escrita.
L'humanisme va suposar una revolució pedagògica, i amb això es va poder passar de l'ensenyament memorístic a l'aprenentatge creatiu. Al món clàssic va néixer el llibre de text entès com a manual per a l'aprenentatge escolar, en forma d'apunts o recopilacions manuscrites de cada escola que es repetien i es multiplicaven segons el nombre d'alumnes. Aquests manuals combinaven l'exaltació de la formació intel·lectual, física i moral simultània. Per tant, es tractava d'aprendre dels clàssics però per corregir en tot allò que en el moment no s'estava realitzant de forma correcta.

### L'educació medieval
En l'edat mitjana el vincle entre religió i educació es va fer més estret. A Europa els monestirs eren el centre de cultura que conservava el llegat clàssic, copiava els manuscrits i aprofundia sobre la teologia cristiana.
La centralitat de les Escriptures i el seu estudi en la tradició islàmica van ajudar a fer de l'educació un pilar central de la religió sempre i arreu de l'Islam. La importància de l'aprenentatge en la tradició islàmica es reflecteix en una sèrie d'hadiths atribuïts a Mahoma, inclòs un que diu "Buscar el coneixement és obligatori per a tots els musulmans". Es considerava que s'aplicava especialment als estudiosos, però també fins a cert punt al públic musulmà més ampli, com s'exemplifica amb el dictum de Burhan al-Din al-Zarnuji, "l'aprenentatge està prescrit per a tots nosaltres". Tot i que és impossible calcular les taxes d'alfabetització a les societats islàmiques premodernes, és gairebé segur que eren relativament altes, almenys en comparació amb les seves contraparts europees.
A partir del segle xiii naixen les universitats, noves formes d'escola científica i d'estudis sistemàtics, d'acord amb l'esperit de l'intel·lectual. El que primer s'estudiava era el trívium i el quadrívium (matèries d'humanitats i ciències respectivament) i després es podia escollir una via professionalitzada, bàsicament en les branques de teologia, dret, medicina o arts. La disciplina era fonamental en els centres d'estudi, i els mestres podien usar el càstig físic amb els nens que no la respectaven. L'aprenentatge es basava en la còpia de manuscrits d'experts i la seva apropiació progressiva, ja que fins a estadis avançats no es permetia el debat de la doctrina o coneixements.

### L'educació en l'edat moderna
El concepte d'educació global és una de les novetats de l'humanisme renaixentista, cosa que va suposar una renovació pedagògica vinculada al studia humanitatis i pretenia proporcionar a l'estudiant tots els elements que li podien resultar útils per a la vida pràctica i d'aquesta manera ser un bon cristià.
En l'Amèrica precolombina els asteques (que provenien de la civilització asteca) van instaurar el que s'anomenava "educació obligatòria" fins als quinze anys, per ambdós sexes. Els inques van impulsar una educació general i una d'elit, a càrrec dels savis de la regió, especialitzats a transmetre la tradició.
A Europa l'humanisme pretenia educar un "home complet", que dominés tot el saber, recuperant part dels ideals del món clàssic. La raó i la ciència van començar a guanyar pes en el currículum. La nova burgesia volia adquirir els coneixements fins al moment reservats a la noblesa o els homes de religió i va propiciar l'aparició de nombroses escoles i universitats arreu.
Les llengües vulgars van adquirir una gran importància, el que va suposar que el llatí vulgar medieval s'acabés substituint pel llatí clàssic, ja que en aquell moment calia convertir-lo en una llengua viva i d'aquesta manera passés a ser un llatí elegant.
L'ensenyament que s'impartia era oral mitjançant la lectura i del comentari del text, ja que els llibres eren escassos i cars, tot i que cal esmentar que les universitats van anar creant les seves pròpies biblioteques per a fomentar l'estudi. Cal esmentar però, que els estudiants vivien lluny de les seves famílies i, per anar sobrevivint, el que feien era copiar llibres o feien classes a fills de famílies burgeses, el que va suposar que alguns burgesos fundessin col·legis en els quals els estudiants poguessin viure i que es convertirien en centres d'ensenyament.
Els jesuïtes van controlar moltes de les universitats que existien en el moment, el que va suposar que iniciessin una tasca missionera que va fer que països d'altres continents plagiessin els mètodes d'ensenyament i continguts europeus.
Destaca la figura de Jan Amós Comenius, considerat el fundador de la pedagogia, ja que va destinar tota la seva vida a donar importància necessària al paper de l'educació en el desenvolupament de l'ésser humà. Un altre nom clau és el de Philippe Ariès, que va començar a entendre la infància no com a etapa prèvia a l'edat adulta sinó com a etapa específica. Michel de Montaigne, per la seva part, va proposar una pedagogia més activa, sense l'erudició memorística medieval, que portés a una apertura mental a través de l'observació del món i el coneixement de diferents pobles.

### L'educació en els seglesxviiiixix
La Il·lustració, amb la seva noció de progrés i els ideals igualitaris de la revolució francesa, va significar l'extensió de l'educació bàsica a amplis sectors socials fins aleshores exclosos. Així van sorgir les escoles populars, primerament les escoles dominicals de Robert Raikes i més endavant els cercles de formació dels obrers i menestrals. Rousseau va exaltar l'estat bondadós natural del nen i el paper de la societat en la seva educació, amb l'objectiu de formar ciutadans.
En el segle xix va continuar aquesta expansió educativa. Un exemple en serien les lleis promulgades per Jules Ferry, qui va establir les bases d'una educació laica i pública a França, model imitat posteriorment per altres països. La majoria de constitucions van recollir el dret a l'educació bàsica, posant centres públics al servei de les classes més desafavorides i legislant sobre els anys d'escolarització obligatoris (si bé l'absentisme escolar era freqüent). Guanya pes el positivisme científic a les diferents disciplines i es desenvolupa la pedagogia com a disciplina universitària, que permet l'aparició de nous corrents d'ensenyament, com els de John Dewey, qui va posar en relleu la importància de la motivació i el treball en grup per resoldre tasques amb sentit.

### L'educació en els segles XX i XXI
L'educació formal (l'ensenyament) a partir del segle XX ha estat marcada per tres grans reptes: La universalització, especialment l'educació primària a zones subdesenvolupades, que és un dels Objectius de Desenvolupament del Mil·lenni, l'extensió de l'educació secundària a tot Occident i finalment l'exigència de qualitat i la diversificació d'interessos i noves matèries.
És el segle dels grans pedagogs: Maria Montessori, Ovide Decroly, Paulo Freire, Francesco Tonucci…, Amb ells s'aconsegueix l'incrementació de la relació amb la psicologia, fins a aparèixer la psicopedagogia i l'educació especial, destinada a alumnat amb característiques diferents o discapacitats (incloent-hi la superdotació). De la psicologia destaquen les aportacions de Lev Vygotski, Jean Piaget, David Ausubel o Daniel Goleman, entre d'altres.
En el segle XXI els reptes passen per la qualitat (mesurada sovint amb proves externes com el Programa PISA), l'especialització sense oblidar una cultura general comuna, la convivència entre diferents cultures a la mateixa aula, el paper de les noves tecnologies i la nova definició de models socials, que provoquen un canvi de rols en la família i entre el professor i els estudiants.
Es produí un progressiu control per part de l'administració nacional i dels organismes internacionals, especialment l'OCDE i el Banc Mundial a causa de la importància de l'educació en el progrés socioeconòmic dels països.

## Valors de l'educació
L'ésser humà és un ésser plenament social que viu i conviu en un ambient divers compost d'una diversitat d'individus que pensen, actuen i reflexionen partint d'una sèrie de valors. En una societat democràtica i participativa com la nostra, els valors per excel·lència són la llibertat, la convivència, el respecte, la tolerància i la defensa dels drets propis. Ens endinsem doncs, dins d'un marc molt complex, en el qual es comprèn el valor com a marc referencial de judici i com a patró d'orientació de la vida de la persona que pertany a l'àmbit del coneixement del subjecte i que inclou el concepte del qual és desitjable. Per tant, afirmarem que els valors són els qui defineixen els nostres interessos, les nostres inquietuds i la manera com interaccionem amb els altres, motiu pel qual els valors en l'àmbit educatiu són fonamentals per portar a terme l'ensenyança amb èxit.
Per l'aprenentatge d'aquests valors, la família i l'escola són els agents més responsables, ja que és l'àmbit que més ens rodeja com a éssers humans. Per aquest motiu, la família i l'educació han de presentar, de manera coordinada, als nens i nenes per promoure l'adquisició d'hàbits que amb el temps també arribaran a racionalitzar, una sèrie de models de conducta que trobem a continuació:
- Valors biològics: necessitats bàsiques com els aliments, la salut, etc.
- Valors intel·lectuals: dona lloc a l'origen cultural del nen.
- Valors ecològics: l'atenció, el respecte i l'estima pel medi en què es desenvolupa la vida.
- Valors morals: el respecte, la tolerància, la solidaritat i la veritat, que són els pilars fonamentals de les relacions afectives amb el món i amb els altres.
- Valors religiosos: són propis dels creients i la seva orientació es troba molt influenciada per la família.

Educar mitjançant els valors suposa una decisió metodològica, no de continguts, ja que els nens i nenes els aprendran amb l'exemple i els podran incorporar a totes les activitats i àrees en un futur per tal d'aconseguir una plena incorporació a la vida social.

## Univers o àmbits de l'educació
L'educació al llarg de la vida o educació permanent ha permès la concepció d'àmbits educatius, més enllà de l'escola.
Una de les possibles estructuracions és la següent:
- Educació formal. És el procés d'ensenyament integral que es concreta generalment en un currículum oficial amb objectius, aplicat amb un calendari i horari definits. És l'aprenentatge oferit normalment per un centre d'ensenyament o formació, amb caràcter estructurat i normalment amb certificació final. Està orientada a la consecució de titulacions oficials, normalment en el context de l'educació escolar.
- Educació no formal. L'educació no formal és l'aprenentatge que s'obté en activitats intencionades de la vida quotidianes relacionades amb la feina, la família o l'oci. L'objectiu fonamental no és educatiu, sinó d'estímul de les capacitats de l'individu. Sovint sorgeix a partir de grups o organitzacions comunitàries fora de l'àmbit escolar.
- Educació informal és el procés d'aprenentatge continu i espontani. És la que es rep a casa, al carrer, als mitjans de comunicació, per internet i per totes les experiències quotidianes. És un fet social no determinat, s'aprèn de manera no intencional.

## L'educació bàsica
Segons la LOGSE (Llei Orgànica General del Sistema Educatiu, 1990), el sistema educatiu espanyol contempla tres etapes en la formació bàsica, educació infantil (preescolar, no obligatòria), educació primària (educació obligatòria) i educació secundària (obligatòria), en què es desenvolupen les habilitats del pensament i les competències bàsiques per afavorir l'aprenentatge sistemàtic i continu, amés de les disposicions i actituds que regiran la seva vida.
| Educació infantil   | Educació primària           | Educació secundària |
| ------------------- | --------------------------- | ------------------- |
| 1r cicle (0-3 anys) | Cicle inicial (6-8 anys)    | 1r (13 anys)        |
| 2n cicle (3-6 anys) | Cicle mitjà (8-10 anys)     | 2n (14 anys)        |
|                     | Cicle superior (10-12 anys) | 3r (15 anys)        |
|                     |                             | 4t (16 anys)        |

Per a sostenir el desenvolupament de la societat són factors fonamentals aconseguir que tots els nens i joves del país tinguin les mateixes oportunitats de cursar i concloure amb èxit l'educació bàsica i que assoleixin els aprenentatges que s'estableixen per a cada grau i nivell.

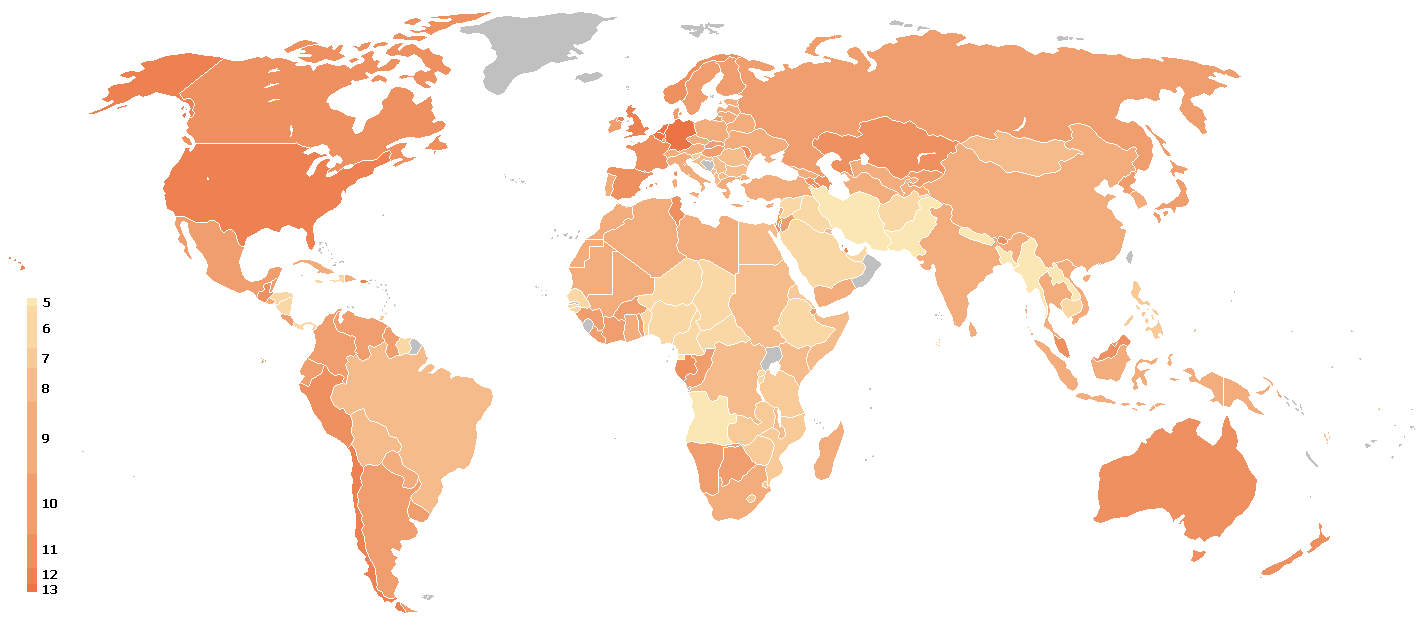
L'educació obligatòria en el món. Els colors foscos representen més anys escolars i els clars, menys anys. Si desitja veure el mapa en una mida còmode premi sobre la imatge. (Data: 2007).

En una educació bàsica de bona qualitat el desenvolupament de les competències bàsiques i l'assoliment dels aprenentatges dels alumnes són els propòsits centrals, són les fites a les quals els professors, l'escola i el sistema dirigeixen els seus esforços. Permeten valorar els processos personals de construcció individual de coneixement per la qual cosa, en aquesta perspectiva, són poc importants els aprenentatges basats en el processament superficial de la informació i aquells orientats a la recuperació d'informació en el curt termini.
També s'anomena educació al resultat d'aquest procés, que es materialitza en el conjunt d'habilitats, coneixements, actituds i valors adquirits, que produeixen canvis de caràcter social, intel·lectual, emocional, etc. en la persona i que, depenent del grau de conscienciació, serà per a tota la seva vida o per un període determinat, passant a formar part del record en l'últim dels casos.

### Educació infantil
L'educació infantil constitueix una etapa educativa amb identitat pròpia. Comprèn sis cursos i s'organitza en dos cicles educatius: el primer cicle (0-3 anys) i el segon cicle (3-6 anys). En l'estructura del sistema educatiu es defineix l'educació infantil com una etapa educativa en la qual els infants han d'anar desenvolupant aquelles capacitats que els farà possible viure relacions afectives segures amb si mateixos i amb els altres; conèixer i interpretar l'entorn; anar adquirint uns instruments d'aprenentatge i un grau d'autonomia que els permetran anar formant part d'una societat multiculturalment organitzada i interculturalment viscuda. L'ordenació que s'estableix té en compte l'experiència i l'avaluació de la pràctica educativa d'aquesta etapa.
En l'educació infantil aprendre és, per a l'infant, construir nous significats de la realitat que l'envolta, els quals enriqueixen els propis coneixements prèviament adquirits i permeten la seva aplicació a les noves situacions cada vegada més complexes. L'escola és un espai privilegiat per a l'adquisició de coneixements, de vivències emocionals i de valors ètics i democràtics, i el primer espai social de cohesió, integració i participació. L'educació ha de fomentar la responsabilitat personal i comunitària i ajudar l'infant en la construcció d'una imatge positiva d'ell mateix, promovent l'educació de l'autoestima, la convivència i l'afany de superació. La interacció amb l'entorn és una condició indispensable per al desenvolupament de l'infant. La família, l'escola i els altres infants formen part d'aquest entorn i hi han de tenir un paper acollidor i estimulador.
Els pares, mares o tutors en el si de la família, els docents i el personal de suport en el centre educatiu, esdevenen peces clau en l'educació de l'infant. El mestre o la mestra ha de tenir presents totes les seves necessitats: les emocionals i afectives, les intel·lectuals, les motrius i les de relació. L'escola ha de potenciar el desenvolupament i l'aprenentatge de tots els infants, oferint-los uns models i unes actituds que els serveixin de punt de referència per al respecte i l'acceptació de les diferències individuals, amés de la diversitat sociocultural. El mestre o la mestra adequarà la seva intervenció a les diferències individuals amb una actitud positiva i de confiança en les possibilitats de cadascú.
Es presenten tres àrees de coneixement i experiència:
1. l'àrea de descoberta d'un mateix i dels altres,
2. l'àrea de descoberta de l'entorn
3. l'àrea de comunicació i llenguatges.

Aquesta estructura pot ajudar a sistematitzar i planificar l'activitat docent, però no ha de suposar presentar la realitat parcel·lada, sinó que cal crear uns espais d'aprenentatge globalitzats, establint relacions entre els continguts de les diferents àrees, que contribueixin al desenvolupament de les nenes i els nens, acostant-los a la interpretació del món, donant-hi significat i facilitant-los la participació activa.
1. Els infants s'inicien i avancen en la descoberta d'un mateix a partir de les relacions que estableixen amb els altres. D'aquesta interconnexió entre el jo i l'altre en sorgeix el sentit de promoure el benestar amb un mateix i amb els altres, en el si d'una societat que cada dia esdevé més complexa. La descoberta d'un mateix, doncs, no es pot entendre sense la descoberta de l'altre: ambdós aspectes es troben en el procés de construir-se integralment. Per això, aquesta àrea ha de promoure les relacions i exploració del jo i dels altres, descobrint i desenvolupant possibilitats emocionals, sensorials, d'acció, d'expressió, d'afectivitat, de relació i de regulació, referides al moviment, a les emocions i als sentiments, i als hàbits. Caldrà donar al cos la importància que es mereix, i promoure el joc com a activitat natural de l'infant d'aquesta etapa, que li permetrà integrar espontàniament l'acció amb les emocions i el pensament, afavorint el seu desenvolupament personal i social.
2. L'àrea de descoberta de l'entorn ha d'ajudar els infants a elaborar explicacions sobre els objectes i les situacions que els interessen i els preocupen en cada moment i procurar, alhora, que es formin una idea d'ells mateixos com a persones amb capacitat d'aprendre i amb recursos per emprendre reptes. Així mateix, la matemàtica esdevé una eina per conèixer l'entorn: quantificant, mesurant, localitzant; permet que se superi el simple coneixement físic i avanci fins a predir, comprovar, generalitzar, fer models, que és una manera d'abstreure. L'aprenentatge depèn en gran manera de la quantitat i de la qualitat d'ocasions que hagin tingut per dur-lo a la pràctica.
3. En l'àrea de comunicació i llenguatges les nenes i els nens experimentaran els diferents usos i funcions dels llenguatges, en un ambient amb condicions favorables que ho faciliti i on es desenvolupi la comunicació tant verbal com no verbal. Per això serà imprescindible establir una relació afectiva positiva entre l'infant i la persona adulta, i entre els mateixos infants, i també una comunicació intensa, fluida i agradable entre tots els membres de la comunitat educativa. Per mitjà de la llengua oral l'infant podrà relatar fets i vivències, explorar coneixements, expressar i comunicar idees i sentiments, verbalitzar el que està imaginant, regular la pròpia conducta i la dels altres, participar en la solució de conflictes, reconèixer i gaudir de les formes literàries i percebre, doncs, que la llengua és un instrument d'aprenentatge, de representació, de comunicació i de gaudi. Els llenguatges plàstic, musical, corporal i matemàtic han de facilitar als infants els mitjans per desenvolupar les seves possibilitats d'expressió. La persona adulta s'ha de mostrar atenta per escoltar l'infant i observar-lo des del respecte, seguint el desenvolupament de les seves capacitats. Ha d'acompanyar el nen i la nena en el procés creatiu, conduint-los del dubte a l'experimentació, a gaudir del gest, del moviment, de la mirada, dels sons, de la veu, tot motivant, estimulant i donant suport; potenciant també la satisfacció de fer els seus propis descobriments.

### Educació primària
L'educació primària és una etapa fonamental en la formació dels nens i de les nenes, que s'inicia en finalitzar l'educació infantil i generalment continua amb l'educació secundària obligatòria.
Les finalitats bàsiques d'aquesta etapa educativa són proporcionar a l'alumnat un marc d'aprenentatges que li permetin iniciar-se en l'adquisició de les competències bàsiques i en l'aplicació dels instruments necessaris per adquirir nous aprenentatges. Aquesta etapa proporciona als infants una educació que els permet assegurar el seu desenvolupament personal i posar les bases d'una formació basada en l'autonomia personal, la responsabilitat, la solidaritat, la llibertat, la participació i el compromís individual i col·lectiu: conèixer els elements bàsics de la llengua, l'entorn geogràfic, la història i les tradicions que li permetin arrelar-se al país, i poder participar en la construcció d'un món millor i continuar aprenent al llarg de la vida.
Les competències bàsiques són l'eix vertebrador del procés educatiu. El currículum orientat a l'adquisició de competències estableix que la finalitat de l'educació obligatòria és aconseguir que els nens i les 
nenes adquireixin les eines necessàries per entendre el món i esdevinguin persones capaces d'intervenir activament i crítica en la societat plural, diversa i en canvi continu que ens ha tocat viure. Un currículum per competències significa ensenyar a aprendre i seguir aprenent al llarg de tota la vida.
En síntesi, les competències bàsiques són les vuit següents:
En l'etapa de l'educació primària hi trobem les àrees de coneixement següents: 
- Llengua catalana i literatura, llengua castellana i literatura i aranès, a la Vall d'Aran
- Coneixement del medi natural, social i cultural
- Llengua estrangera
- Educació artística (arts plàstiques i música)
- Educació física
- Matemàtiques
- Educació per a la ciutadania i els drets humans (en un dels cursos del cicle superior)

### Educació secundària obligatòria (ESO)
A Espanya l'etapa de l'educació secundària obligatòria té caràcter obligatori i gratuït. Comprèn quatre cursos acadèmics que es cursaran normalment entre els dotze i els setze anys. L'educació secundària obligatòria s'inicia, generalment, l'any natural en què es compleixen els dotze anys. Amb caràcter general els alumnes tenen dret a romandre en el centre amb règim ordinari fins als divuit anys, complerts l'any en què finalitza el curs.
S'organitza en diferents matèries, i el quart curs té complementàriament caràcter orientador, tant per als estudis posteriors, com per a la integració a la vida laboral. S'organitza d'acord amb els principis d'educació comuna i s'orienta a disminuir el sexisme i l'androcentrisme, al reconeixement de la diversitat afectivosexual i a la valoració crítica de les desigualtats, a més de l'atenció a la diversitat de l'alumnat, amb la finalitat que pugui assolir els objectius generals de l'etapa. En aquesta etapa, es posa una especial atenció a l'adquisició de les competències bàsiques, a la detecció i tractament de les dificultats d'aprenentatge tan bon punt es produeixin, a la tutoria i orientació educativa de l'alumnat i a la relació amb les famílies per donar suport al procés educatiu dels seus fills i filles.
L'educació secundària obligatòria manté la coherència amb l'educació primària, garantint la coordinació entre les etapes, per tal d'assegurar una transició adequada de l'alumnat entre etapes i facilitar la continuïtat del seu procés educatiu, com a part integrant de l'educació bàsica. Es posa especial atenció a l'orientació educativa i professional del conjunt de l'alumnat. Així mateix, l'acció educativa en aquesta etapa procurarà la integració de les diverses experiències i aprenentatges de l'alumnat i s'adaptarà als seus ritmes de treball.
La finalitat de l'educació secundària obligatòria és proporcionar a tots els nois i les noies una educació que els permeti assegurar un desenvolupament personal sòlid, adquirir les habilitats i les competències culturals i socials relatives a l'expressió i comprensió oral, a l'escriptura, al càlcul, a la resolució de problemes de la vida quotidiana, al rebuig de tota mena de comportaments discriminatoris per raó de sexe, la igualtat de drets i oportunitats entre dones i homes, l'autonomia personal, la corresponsabilitat i la interdependència personal i a la comprensió dels elements bàsics del món en els aspectes científic, social i cultural, en particular aquells elements que permetin un coneixement i arrelament al país. Així mateix, ha de contribuir a desenvolupar les habilitats socials de treball i d'estudi amb autonomia i esperit crític, la sensibilitat artística, la creativitat i l'afectivitat de tots els nois i les noies. Ha de garantir la igualtat real d'oportunitats per desenvolupar les capacitats individuals, socials, intel·lectuals, artístiques, culturals i emocionals de tots els nois i les noies que cursen aquesta etapa. Per aconseguir-ho cal una educació de qualitat adaptada a les necessitats de l'alumnat i on predomini l'èxit escolar, i l'equitat en la seva aplicació i distribució en el territori.
La generalització de l'educació bàsica i obligatòria fins als setze anys té, com una de les seves finalitats, combinar la qualitat amb l'equitat de l'oferta educativa i potenciar la igualtat d'oportunitats per a tota la infància i jovent que viu al país. A l'àmbit de la cultura catalana es compta amb una tradició important i amb un model propi per a l'escolarització de joves adolescents entre els 12 i els 16 anys; un bon exemple va ser l'Institut Escola, precedent de referència del que ha de ser una educació secundària de qualitat per a tothom. Tenint en compte aquesta tradició, però amb la voluntat d'actualitzar-la a les necessitats i demandes de la societat d'avui i del futur, es proposa una ordenació curricular que faciliti i potenciï el màxim desenvolupament del talent de tots i cadascun dels nois i de les noies per aconseguir l'èxit escolar de tot el jovent.
Aquesta etapa educativa és el marc idoni per consolidar les competències bàsiques, realitzar nous aprenentatges i posar les bases per a una formació personal basada en l'autonomia personal que permeti l'aprenentatge al llarg de tota la vida, en la responsabilitat, en la solidaritat, en la participació i en la capacitat d'adquirir compromisos individuals i col·lectius, per aprendre a participar activament en una societat democràtica.
L'acció educativa respectarà els principis bàsics següents: tenir en compte les diverses maneres d'aprendre de l'alumnat; adequar l'ensenyament a les característiques personals i socials que condicionen els aprenentatges; seleccionar i organitzar de manera adequada els continguts que els nois i les noies han d'assolir; potenciar que l'activitat de classe discorri en les millors condicions possibles perquè cada alumne i el grup en conjunt s'esforci per aprendre, raonar i expressar el que sap; per plantejar els dubtes; per reelaborar el coneixement; i per actuar amb autonomia, responsabilitat i compromís; posar els mitjans necessaris perquè cada noi i noia se senti atès, orientat i valorat, quan ho necessiti i sense cap mena de discriminació. L'autonomia pedagògica i de gestió que es contempla permet que els centres educatius tinguin una funció determinant en el desenvolupament i en l'aplicació del currículum. L'adequació curricular a les característiques de cada centre comporta la flexibilitat necessària per avançar en una educació inclusiva, a la vegada que afavoreix la coordinació entre els centres d'un mateix territori per intercanviar experiències i punts de vista.

## Educació d'adults
És l'educació donada a persones que no han pogut rebre formació elemental en l'edat escolar. Consisteix generalment en l'alfabetització i l'ensenyament de rudiments tècnics. Hom designa també així els estudis i les activitats voluntàries fetes pels adults generalment de les classes populars, a fi de desenvolupar totes llurs capacitats, poder assumir responsabilitats individuals i socials; igualment, el treball de formació permanent, l'extensió cultural, i el reciclatge. Després del treball d'alfabetització massiva fet als països per on s'estengué la Reforma Protestant, hi hagué a França, a partir del 1705, els intents de Jean-Baptiste de la Salle i madame de la Chétardie. L'informe que Condorcet presentà a la Convenció l'any 1792 posà per primera vegada el problema com a afer públic. Mentrestant, a Dinamarca, el bisbe Grundtvig fundà la primera organització d'escoles populars destinades als camperols. A Anglaterra començaren a funcionar les Adults Institutions el 1811. La Primera Internacional Obrera hi dedicà especial atenció, i en relació amb Jean Macé fundà, el 1866, la Ligue d'Enseignement, que tingué centres a moltes ciutats franceses i fou instrument de formació de la classe obrera. Altres formes que aparegueren en aquest moviment d'educació popular foren les universitats populars, als Països Baixos, Alemanya, etc.; l'Institut d'Educació de Treballadors a Suècia i a Anglaterra, etc.; xarxes de biblioteques populars als Estats Units i a molts països europeus. En l'aspecte teòric, foren remarcables els estudis sobre la capacitat d'aprenentatge dels adults fets al començament del s. XX per Edward Lee Thorndike. A Catalunya, on ja funcionaven, com al País Basc, les escoles d'arts i oficis a partir del s. XVIII, foren creades durant la segona meitat del s. XIX molts ateneus obrers que contribuïren a la tasca de formació cultural i política de la classe obrera. Poc abans de la Segona Guerra Mundial, foren posades en moviment totes les tècniques existents per tal d'arribar a la gent: teatre, ràdio, stages, sessions d'estudis, etc.; hom edità obres especials i, el 1949, la UNESCO organitzà la Conferència Internacional d'Educació d'Adults a Elsinor (Dinamarca), i el 1960 la Conferència d'Educació d'Adults a Mont-real (Quebec, Canadà). Als Països Catalans, l'acció de la Mancomunitat (1914-25) a favor de l'ensenyament professional (Escola del Treball, etc.) fou també un instrument pioner en aquest camp. Després del franquisme, l'educació d'adults passà a ser competència del govern català, adscrit al Departament d'Ensenyament (tot i que durant uns anys depengué de Benestar Social), i fou creada la Subdirecció General de Formació de Persones Adultes.

## Programes de formació i inserció (PFI)
Programa de qualificació professional inicial (PFI), que són voluntaris, adreçat a joves que han deixat l'Educació Secundària Obligatòria (ESO) sense obtenir-ne el títol i que en el moment d'iniciar un programa no segueixen estudis en el sistema educatiu ni participen en altres programes de formació. Els alumnes que poden matricular-se en un PFI han de tenir com a mínim 16 anys i com a màxim 21 en l'inici del programa.
La finalitat d'aquests estudis és proporcionar als joves la possibilitat d'incorporar-se de nou al sistema educatiu per continuar estudis de formació professional i millorar la seva possibilitat d'inserir-se en el món laboral. La durada és d'un curs acadèmic; els que són per alumnes amb necessitats educatives especials poden tenir una durada de dos cursos, que contenen:
- Plans d'iniciació professional (PIP), es fan en un Institut (Catalunya) de titularitat del Departament d'Ensenyament de la Generalitat de Catalunya, en centres docents privats i en altres centres de formació.
- Plans de transició al treball (PTT), els organitzen les administracions locals amb la col·laboració del Departament d'Ensenyament de la Generalitat de Catalunya.
- Programes de formació i aprenentatge professional (FIAP): Es porten a terme en els instituts de titularitat del Departament d'Ensenyament de la Generalitat de Catalunya.

### Certificació acadèmica i reconeixement dels PFI
En finalitzar el programa, els alumnes d'aquest curs reben un certificat amb la qualificació dels mòduls realitzats. Si no finalitzen el programa però hi han assistit, com a mínim, a un terç de la durada total del programa, poden demanar un certificat d'assistència amb el nombre d'hores d'assistència. Si s'ha fet aquest programa en un centre d'educació especial reben un certificat que recull els mòduls en què han obtingut una qualificació positiva.
La superació d'un programa de formació i inserció permet tenir més possibilitats de superar la prova d'accés als cicles formatius de grau mitjà, ja que els PFI inclouen la preparació per aquesta prova; si volen accedir a cicles d'ensenyaments esportius o d'arts plàstiques i disseny, també han de fer les proves específiques d'accés, accedir als centres de formació d'adults per obtenir el GESO, sense complir el requisit de tenir 18 anys, obtenir el certificat de professionalitat que emet l'Administració laboral i tenir el reconeixement dels mòduls professionals superats en el programa de formació i inserció (PFI), per a l'obtenció del títol professional bàsic associat al perfil.

## Batxillerat
El Batxillerat és un dels estudis postobligatoris que poden seguir els/les joves quan acabin l'ESO. Habitualment s'estudia entre els 16 i els 18 anys, tot i que es pot estudiar a qualsevol edat, de manera presencial o a distància. El batxillerat té una durada de dos cursos i s'organitza en diferents modalitats de manera que els alumnes poden escollir-ne una en funció dels seus interessos, dels estudis posteriors que volen fer o de les seves perspectives de futur.
Hi ha diverses opcions per estudiar el batxillerat:
- Batxillerat presencial (diürn): els/les alumnes poden seguir aquesta opció si tenen entre 16 i 18 anys. Si el centre on està matriculat no pot oferir determinades matèries optatives o de modalitat, el Departament d'Ensenyament posa al seu abast la possibilitat de cursar un màxim de dues d'aquestes matèries en la modalitat a distància a l'Institut Obert de Catalunya (IOC); si és el cas, en el moment de fer la matrícula s'ha de presentar una sol·licitud a la direcció del centre.
- Batxillerat nocturn: cal haver complert els 18 anys, o bé tenir-ne entre 16 i 18 i acreditar la impossibilitat de seguir estudis diürns per motius laborals, per exemple, o d'altres.
- Batxillerat a distància: a l'Institut Obert de Catalunya (IOC), si l'alumne és major de 18 anys.
- Batxibac: batxillerat en llengua francesa, amb matèries com llengua, literatura i història de França. Qui el reeix a més d'obtenir el títol de batxillerat, obté el títol de baccalauréat, si abans supera una prova de francès.[11]

Per poder estudiar el batxillerat cal que es tingui algun dels títols següents:
- graduat en educació secundària (GESO)
- tècnic d'un cicle formatiu de grau mitjà (CFGM)
- estudis estrangers homologats amb el títol de GESO o amb el de tècnic

Com que es tracta d'estudis postobligatoris, el procés de preinscripció i matrícula s'ha de fer sempre, fins i tot si es continua al mateix centre.
Les sis competències generals del batxillerat són les següents:
1. competència comunicativa
2. competència en la gestió i el tractament de la informació
3. competència digital
4. competència en recerca
5. competència personal i interpersonal
6. competència en el coneixement i la interacció amb el món

Aquestes competències generals reforçen les competències bàsiques de l'etapa educativa anterior (ESO) i preparen per seguir millor i de manera més eficient els estudis superiors.
El batxillerat consta d'una part de matèries comunes i d'una altra de matèries diversificades que inclou les matèries de cada modalitat, una matèria comuna d'opció i matèries específiques que es poden escollir depenent dels interessos de cada estudiant.
Un cop acabat el batxillerat, si els/les alumnes han assolit tots els objectius de l'etapa i tenen superades totes les matèries dels dos cursos, en qualsevol de les modalitats, reben el títol de batxiller. Aquest títol els permet accedir als ensenyaments següents:
- Estudis universitaris, sempre que superin les provés d'accés a la universitat (PAU) que fixen les universitats.
- Un cicle formatiu de grau superior de formació professional específica, d'arts plàstiques i disseny.
- Un cicle formatiu de grau superior d'ensenyaments esportius (si tenen els requisits d'accés).
- Ensenyaments superiors artístics (amb la superació prèvia de la prova d'accés).

## Formació professional (FP)
La formació professional forma part dels estudis postobligatoris que es poden realitzar al llarg de la vida. Normalment es realitzen a partir dels 16 anys, tot i que també es poden cursar a qualsevol edat, sigui de manera presencial o a distància.
Són estudis que qualifiquen per fer les feines pròpies d'una professió. La formació teòrica es fa en un centre educatiu i la formació pràctica en una empresa relacionada amb la formació que està rebent. Amb aquest sistema s'assolirà part dels aprenentatges a través de l'activitat que es faran a l'empresa.
Cal fer la preinscripció i matrícula en el centre d'educació secundària escollit. Com que es tracta d'estudis postobligatoris, el procés de preinscripció i matrícula s'ha de fer sempre, fins i tot quan continua al mateix centre.
La formació professional (FP) s'organitza i s'estructura en dos nivells:
- Els cicles de grau mitjà, que tenen per objectiu que els/les estudiants adquireixin els coneixements i les destreses necessaris per poder-se incorporar al món laboral.
- Els cicles de grau superior, si els estudiants tenen el títol de batxillerat i busquen uns estudis pràctics superiors que els qualifiquin per incorporar-se al món laboral.

Per poder accedir a un cicle de grau mitjà, s'han de complir algun dels requisits següents:
- Tenir el títol de graduat/ada en educació secundària obligatòria (ESO).
- Tenir el títol de tècnic/a d'un cicle de grau mitjà.
- Haver superat un curs de formació específic d'accés als cicles de grau mitjà (per inscriure-s'hi cal tenir 17 anys).
- Haver superat la prova d'accés als cicles de grau mitjà (per inscriure-s'hi cal tenir més de 17 anys o complir-los l'any natural que es fa la prova).
- Haver superat els mòduls obligatoris d'un programa de qualificació professional inicial (PQPI) amb una nota final igual o superior a 8 (encara que no s'hagi de fer, cal inscriure's a la prova d'accés als cicles de grau mitjà)

Per poder estudiar un cicle de grau superior, els estudiants han de complir algun dels requisits següents:
- Tenir el títol de batxillerat
- Tenir el títol de tècnic/a d'un cicle de grau superior. En aquest cas, cal fer també un curs de formació específic d'accés als cicles.
- Tenir el títol de tècnic/a superior d'un cicle de grau superior.
- Haver superat el curs específic per a l'accés als cicles de grau superior.
- Haver superat la prova d'accés als cicles de grau superior (per inscriure-s'hi cal tenir més de 19 anys o complir-los durant l'any natural que es fa la prova).

Els cicles estan agrupats segons afinitats professionals en les 24 famílies següents:
Activitats físiques i esportives; administració i gestió; agrària; arts gràfiques; comerç i màrqueting; edificació i obra civil; electricitat i electrònica; energia i aigua; fabricació mecànica; fusta, moble i suro; hoteleria i turisme; imatge i so; imatge personal; indústries extractives; informàtica i comunicacions; instal·lació i manteniment; marítimo-pesquera; química; sanitat; seguretat i medi ambient; serveis socioculturals i a la comunitat; tèxtil, confecció i pell; transport i manteniment de vehicles.
Aprovat un cicle de grau mitjà, els vostres fills reben el títol de tècnic de formació professional. Aquest títol els permet incorporar-se al món laboral o continuar estudiant:
- Un cicle professional de grau superior,
- Una de les modalitats de batxillerat: arts, ciències i tecnologia i humanitats, i ciències socials.

Si no s'ha aprovat tots els mòduls del cicle, pot fer un curs específic per accedir als cicles de grau superior.
Aprovat un cicle de grau superior, els estudiants reben el títol de tècnic superior de formació professional. Aquest títol els permet incorporar-se al món laboral o continuar estudiant:
- Ensenyaments artístics superiors (cal superar la prova d'accés específica).
- Ensenyaments universitaris (títol de grau). Cal formalitzar la preinscripció universitària però no cal fer les proves d'accés (PAU). Poden presentar-se a aquesta prova de manera voluntària per millorar la nota d'accés. Qui té una titulació de tècnic/a superior d'esport o d'arts plàstiques i disseny i vol accedir a la universitat és possible que es beneficiï de convalidació de crèdits.

## Ensenyaments esportius
Són els ensenyaments de formació professional en l'àmbit de l'esport. S'organitzen en cicles de grau mitjà i cicles de grau superior.
Actualment, es poden cursar les especialitats esportives següents: atletisme; basquetbol; handbol; busseig esportiu; esports de combat; esports eqüestres; esports d'hivern; esports de muntanya i escalada; esports de vela; esgrima; espeleologia; futbol i futbol sala; piragüisme; salvament i socorrisme.
Els continguts que estudiaran s'organitzen blocs teòrics i pràctics:
1. Bloc comú a tots els ensenyaments esportius.
2. Bloc específic de cada modalitat esportiva, que inclou també el mòdul de formació pràctica.

Si l'estudiant supera el primer curs o cicle inicial de grau mitjà obtindrà el certificat de primer nivell en l'especialitat cursada. Aquest títol li permet incorporar-se al món laboral o continuar estudiant el segon nivell del cicle.
Si l'estudiant supera el segon curs o cicle final obtindrà el títol de tècnic esportiu de la seva especialitat. Aquest títol li permet incorporar-se al món laboral o continuar estudiant:
1. Un cicle de grau superior d'ensenyaments esportius de la mateixa modalitat (si se supera la prova general d'accés o es té el títol de batxiller)
2. Un cicle de grau superior de formació professional de la família d'activitats físiques i esportives (si se supera la prova d'accés o es té el títol de batxiller)
3. Batxillerat (les matèries optatives queden convalidades).

Si l'estudiant supera el grau superior, obtindrà el títol de tècnic esportiu superior en l'especialitat cursada. Aquesta titulació permet incorporar-se al món laboral o accedir a la universitat.

## Ensenyament d'idiomes
Els ensenyaments d'idiomes són estudis que permeten que els alumnes majors de 16 anys es puguin comunicar en una llengua estrangera. També hi poden accedir si tenen més de 14 anys i volen estudiar un idioma diferent del que estan estudiant a l'ESO.
Els vostres fills poden estudiar els idiomes moderns en règim oficial a les escoles oficials d'idiomes (EOI) de manera presencial; també ho poden fer a distància a l'Institut Obert de Catalunya. A les escoles oficials d'idiomes es poden estudiar els idiomes següents: alemany, anglès, àrab, català (per a no catalanoparlants), coreà, espanyol (per a estrangers), èuscar, francès, grec, italià, japonès, neerlandès, portuguès, rus i xinès.
El pla d'estudis s'estructura en nivells segons l'idioma i en correspondència al Marc Europeu Comú de Referència per a les llengües (MECR):
- Bàsic (nivell A2-MECR)
- Intermedi (nivell B1-MECR
- avançat (nivell B2-MECR)
- C1 (nivell C1-MECR)
- C2 (només català) (nivell C2-MECR)

A les escoles oficials d'idiomes (EOI) es treballa perquè les persones que estiguin cursant algun idioma puguin escoltar, parlar, llegir i escriure en una llengua estrangera sobre diferents temes i en l'exercici d'activitats professionals, agafin el gust per aprendre de manera autònoma i per continuar estudiant altres idiomes i tinguin una actitud positiva per la diversitat lingüística i cultural del món. A més d'impartir classes, s'hi examinen les persones que volen obtenir algun dels certificats oficials. Les proves per a l'obtenció d'aquests certificats són les mateixes a tot Catalunya i es divideixen en cinc parts: comprensió oral, comprensió escrita, ús de la llengua, expressió i interacció escrita, i expressió i interacció oral.

## El sistema educatiu a Catalunya
El sistema educatiu a Catalunya impartit en centres públics, centres concertats i centres privats, s'organitza en les etapes següents:
- Educació infantil de primer cicle (0-3 anys)
- Educació infantil de segon cicle (3-6 anys)
- Educació primària (6-12 anys)
- Educació secundària (Educació Secundària Obligatòria (12-16 anys), el Batxillerat i la Formació Professional de grau mitjà)
- Formació Professional de grau superior
- Educació Universitària

El català és la llengua utilitzada normalment com a llengua vincular d'aprenentatge dins del sistema educatiu, garantint a la vegada per part de l'ensenyament, el domini de les llengües oficials, generalment completat amb una tercera llengua com ara l'anglès o el francès. En alguns centres també s'ofereix, en horari extraescolar, l'estudi d'altres llengües estrangeres.
L'educació a Catalunya a més a més, ve acompanyada de la LEC (Llei d'Educació a Catalunya), aprovada pel Parlament de Catalunya l'any 2009. Aquesta llei es fonamenta d'unes idees bàsiques principals:
- Competències: la LEC desenvolupa al màxim les competències de l'Estatut en matèria educativa.
- Model educatiu propi: defineix al Servei d'Educació de Catalunya tenint en compte els criteris d'equitat, suficiència, excel·lència i corresponsabilitat.
- Modernització: aposta per l'autonomia dels centres, reforça el paper de la direcció dels centres públics i crea l'Agència d'Avaluació de Catalunya.
- Cossos Propis: dona la possibilitat de crear els cossos docents propis de Catalunya i alhora mantenir els drets dels funcionaris docents.
- Proximitat: aprofundeix els mecanismes de corresponsabilització amb les administracions locals i preveu unitats de planificació, com ara la zona educativa.
- Convivència: els centres educatius hauran de formular una carta de compromís educatiu on s'expressi el marc de convivència que han d'assumir les famílies de l'alumnat.
- Llengua: la llei permet blindar el model lingüístic català i aposta decididament pel trilingüisme.
- Pressupostos: la memòria econòmica de la llei preveu que, un cop desplegada del tot, en un termini màxim de vuit anys, els pressupostos destinats a l'educació s'incrementaran en 1500 milions d'euros respecte als d'ara.
- Inversió: en vuit anys, la inversió en educació haurà de ser equivalent al 6% del PIB.

## Introducció de les tecnologies al món educatiu
El paper de l'educació en la formació dels individus i en el desenvolupament de la societat ha evolucionat. Cal tenir en compte però que l'ús d'internet, cada vegada més, incrementa, el que ens suposa tenir a l'abast tot tipus d'informació, aquesta correcta o falsa. És per tant, que els mestres han de ser els encarregats que els alumnes desenvolupin una sèrie de capacitats cognitives i d'aquesta manera arribin a diferenciar entre allò que és correcte d'allò que no ho és, entre d'altres. S'ha de tenir en compte però, que l'educació té una visió estrictament utilitària, el que suposa que un dels seus objectius principals sigui l'adquisició de noves actituds, i el millorament de les actituds ja adquirides.
Des del naixement dels nens, aquests s'expressen en múltiples llenguatges que han anat evolucionant i encara evolucionen a mesura que comencen a realitzar diverses activitats. Les paraules, els símbols les imatges, els sons, entre d'altres, permeten construir aquells significats que acabaran formant i descrivint qui són conjuntament amb el seu entorn. Són un clar exemple els múltiples modes de comunicació a l'hora de representar el llenguatge a causa de les influències socials i culturals. D'aquesta manera, arribarem a aconseguir nous matisos que conjuguin els models tradicionals (el punt imprès) amb els nous models tecnològics.
És important destacar el paper de la literatura durant la primera infància, ja que és fonamental per la construcció de la llengua escrita (paper fonamental per a les nostres vides) i es basa a desxifrar, interpretar, explorar i reconèixer mons simbòlics que al·ludint a la familiarització amb la cultura.
És precís, per tant, incorporar a les nostres vides el paper de les tecnologies de la informació i de la comunicació (TIC), i en aquest sentit acabar introduint el terme de noves alfabetitzacions. D'aquesta manera tractarem de comprendre que la seva incorporació suposarà complementar el concepte de multimodalitat, entesa com la reconstrucció de les relacions entre el que una cultura ofereix com a medis de creació de significat i el que ofereix com a medis per distribuir-los.
Els nens, els adolescents i els joves llegeixen i escriuen tots els dies, fins i tot més fora de l'escola que dintre, i ho fan en diverses formes i la majoria de vegades de manera inconscient. És per tant, que l'equip docent, no deixa de ser el principal fil conductor per proporcionar als estudiants una nova forma d'aprenentatge i d'aquesta manera acabar fonamentant els seus coneixements. No s'hi ha d'oblidar tampoc, puix que el llibre no ha deixat de ser una tecnologia portàtil i senzilla que per a molts continua sent l'eina més útil. Aquesta és una de les característiques que expliquen avui les raons per les quals el transit de l'imprès al fet digital hagi tardat tant.
Actualment les aules han passat a ser espais tecnològics, fet que ha facilitat la forma d'aprenentatge i ha proporcionat una formació més plena i qualificada de tots i cadascun dels alumnes. Per tant, podem afirmar que aquesta eina, cada vegada més, acabarà sent una eina fonamental per a l'aprenentatge.

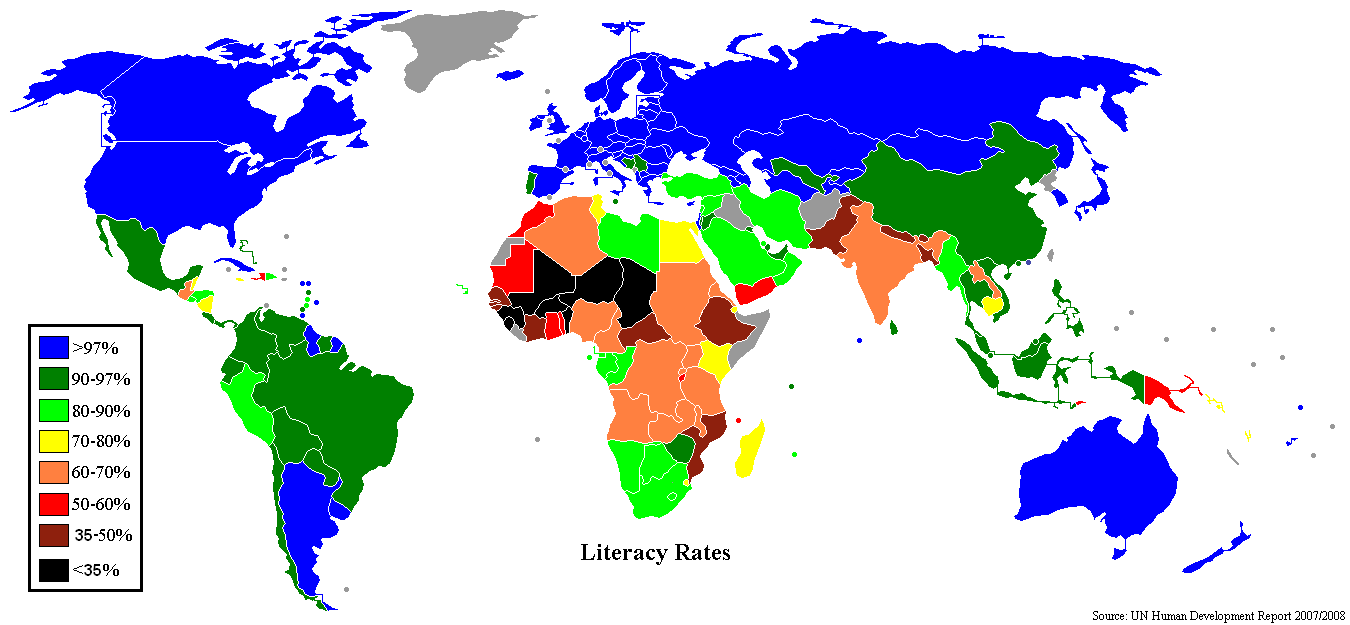
Nivell d'alfabetització

## Avaluació
L'avaluació proporciona informació sobre el grau d'assoliment dels objectius previstos per a reajustar a la pràctica educativa i millorar els resultats de l'aprenentatge.

### Objecte d'avaluació: objectius didàctics
Per a l'alumnat, és una eina per aprendre a través dels encerts, errors i oblits.
Per al professorat, permet identificar les dificultats i progressos de l'alumnat per adaptar la seqüència didàctica a les seves necessitats.

### Finalitat: Diagnòstica, formativa o avaluació sumativa
- Identificar les necessitats educatives de cada alumne (avaluació inicial).
- Informar sobre els processos d'ensenyament/ aprenentatge.
- Comprovar els progressos de l'alumnat.
- Orientar al professorat perquè ajusti la seva tasca docent amb el progrés dels alumnes.

### Moment: Inicial, continua, final o diferida

#### Avaluació inicial
Per conèixer actituds, experiències, coneixements assimilats, etc. Permet valorar la situació de cada estudiant i del grup abans d'iniciar un procés. El professorat i l'alumnat prenen consciència dels punts de partida i així es pot adaptar el procés a les necessitats destacades.

#### Avaluació formadora
Els estudiants aprenen a detectar possibles dificultats per fer-hi front. Cal assegurar que s'adeqüin als objectius d'aprenentatge i dels criteris d'avaluació hi aprenguin a anticipar i planificar les operacions necessàries per a resoldre una tasca.

#### Avaluació sumativa
Permet sistematitzar, estructurar i recapitular. També permet valorar els resultats obtinguts al final del procés d'ensenyament/aprenentatge i valorar les diferències entre el punt de partida i el final.

### Instrumentalització: Instruments de recollida d'informació (examen, exercicis, rúbrica d'avaluació...)
Són mitjans per obtenir dades sobre les què es prenen decisions. Es important clarificar quines tècniques i instruments són els més adequats per obtenir la informació que es precisa amb el mínim cost pel professor i el màxim benefici per l'alumne.
Les activitats d'avaluació tenen com a referent els criteris d'avaluació de la unitat didàctica. Aquestes activitats s'integren en la seqüència didàctica, ja que l'avaluació és contínua i la seva principal funció és formativa i formadora.
Les activitats d'avaluació han de propiciar que l'alumnat activi els coneixements i habilitats de què disposa, doni respostes complexes i creatives, reorganitzi els coneixements disponibles per afrontar nous problemes. Han de plantejar-se a partir de la resolució de casos, situacions simulades…

### Referent: Criteris (satisfacció, suficiència...)
Avaluar el grau d'aprenentatge i desenvolupament de competències és compleix. Ser competent no és només ser hàbil en l'execució de tasques o activitats concretes, sinó ser capaç d'afrontar, a partir de les habilitats adquirides, noves tasques que impliquin anar més enllà del que s'ha après. Per fer-ho operatiu, és important establert criteris d'avaluació coherents amb la definició d'objectius, continguts i activitats que tenen com a referent el desenvolupament de les competències bàsiques.

## Educació al llarg de la vida
En alguns països com Mèxic l'educació es divideix en dos o més tipus, aquests al seu torn se subdivideixen en nivells tals com Educació Bàsica (nivell preescolar, nivell de primària, i nivell de secundària), Educació Mitjana (Preparatòria) i Educació superior (Llicenciatura i postgrau). Les divisions varien segons les polítiques educatives de cada país.

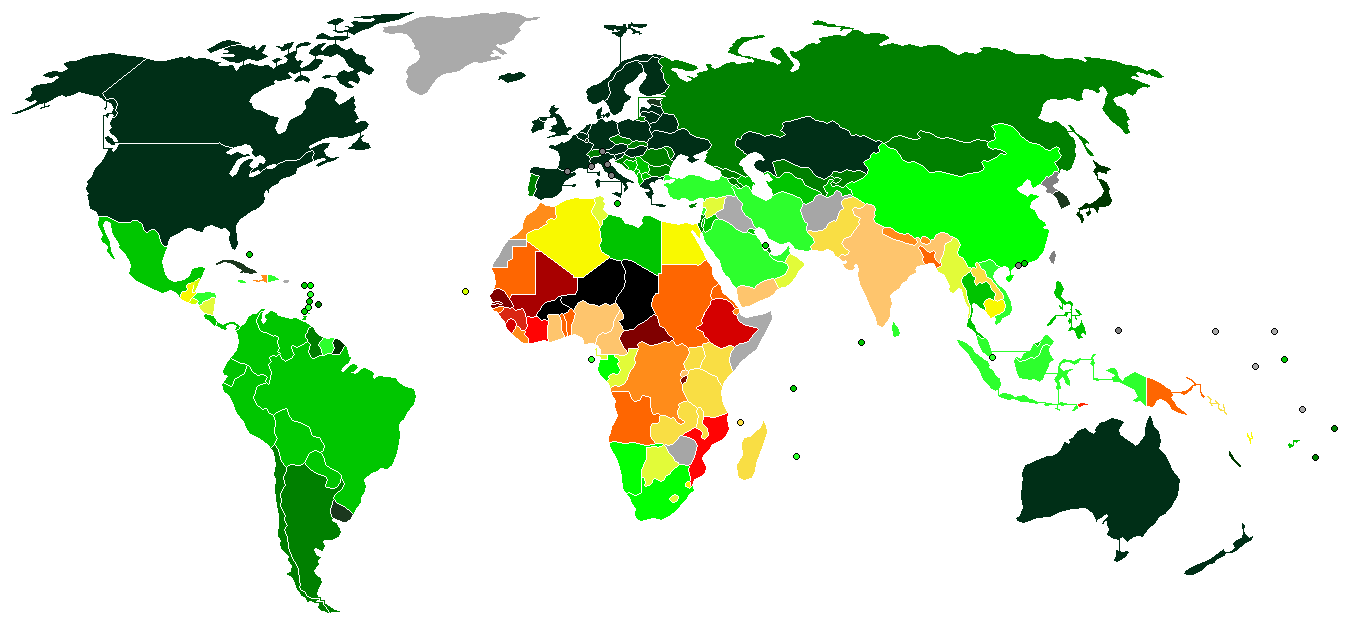
Índex d'educació

Hi ha diversos conceptes que intenten analitzar el fenomen educatiu, en relació al discórrer temporal a les persones. Així, conceptes com educació permanent, educació contínua, andragogia o educació d'adults tenen aspectes comuns però també matisos importants que els diferencien i els enriqueixen.
Segons estudis, els nens de vuit anys aprenen millor premiant el seu desenvolupament i no atenen els càstigs mentre els de dotze, al contrari, aprenen més en reaccionar de forma negativa davant els seus errors. Els adults també segueixen aquesta norma general i observen més els seus errors encara que de manera més eficient.
Això és perquè els adults aprenen més per convicció i fins i tot per necessitat, ja que poden requerir els coneixements per al seu treball, o per a alguna activitat en específic per això és que aprenen més eficient dels seus errors, i saben perfectament que l'aprenentatge és responsabilitat seva. A diferència del que passa amb els infants i joves, que en moltes ocasions van a l'escola perquè els seus pares els envien i no tant per convicció pròpia o perquè tinguin la necessitat de certs coneixements. Tot això porta que existeixin dos corrents educatives segons el tipus d'estudiants, la pedagogia per als nens i joves i l'andragogia per als adults.

## Aprenentatges fonamentals de l'educació
Al llarg de la nostra vida acadèmica, no tot el que aprenem és essencial, però si interessant de saber i aplicar. Vivim en una època que passa tot molt ràpid i que els canvis es produeixen en poc temps, això té parts bones i parts dolentes. Els canvis arriben amb tanta rapidesa que els/ les docents no estan preparats/des per afrontar-ho.
Hi ha set coses que es consideren essencials a l'hora d'aprendre:
1. Lectura comprensiva: La lectura quan té com a objectiu aprofundir en aquells temes que són d'interès per als alumnes i permeten adquirir els seus propis aprenentatges i sistema de creences, és un aprenentatge fonamental. Quan els alumnes cursen els primers anys d'ensenyament els mestres es preocupem molt en fomentar el gust per la lectura. No s'hauria de perdre aquest hàbit i donar-li suport. Estudis recents indiquen que a Espanya quasi el 35% no llegeix mai.[13] No s'hauria de permetre, sobretot en un país en què la història està plena d'escriptors i escriptores molt reconeguts.
2. Escoltar de manera activa: L'objectiu de les dinàmiques d'assemblees en aules d'educació infantil i primària és ensenyar els alumnes a ser oients actius, a desenvolupar l'empatia i sobretot a entendre i comprendre l'entorn. La societat actual empeny a sistemes productius en els quals els interessos individuals predominen sobre les grupals. En altres països, com per exemple Dinamarca, el sistema educatiu promou de manera activa el treball en grup i la cooperació entre els alumnes.[14]
3. Aprendre a conèixer i acceptar-se cada un com és: L'aprenentatge sobre cadascú és per acceptar les diferències davant un grup com a cosa normal que es fomenta de manera molt especial durant els primers anys d'escolarització. Aquesta acceptació de les pròpies diferències, i saber expressar-les de manera normal, repercuteix en la capacitat per formar part de la societat i en desenvolupar les mateixes capacitats amb la finalitat de millorar-la. Els sistemes autoritaris busquen la uniformitat, descartant qualsevol possibilitat que els diferents en formin part. Algunes de les grans innovacions que hi han permès canviar i millorar el nostre sistema de vida provenen de la ment de les persones que eren diferents de la resta i que han desenvolupat la seva carrera per vies no convencionals.[15]
4. Moralitat: La moralitat, entesa com la necessitat de formar els alumnes a ser conseqüents amb els seus propis actes i a buscar com a fi de la seva pròpia existència el seu bé i el dels altres sense passar per sobre de ningú és una cosa fonamental que també s'ensenya els primers anys de l'escola, i que es fomenta durant tots els anys posteriors no només fins que el/la nen/a deixa d'estar escolaritzat, també dins dels àmbits professionals que cadascun dels alumnes desenvolupin en el futur. La importància de les ensenyances clàssiques és fonamental per formar ciutadans competents i responsables, persones amb un alt grau de moralitat que formin societats millors que les actuals.
5. Jugar: El joc és fonamental per fomentar la pertinença al grup, per aprendre a acceptar les normes i anticipar-se a situacions inesperades. Durant els primers anys d'escolaritat donem molta importància al fet que els nens juguin amb els companys, podem dir que un nen que no juga, és un nen que està expressant un problema. A mesura que creixem, però cada cop ho fem menys dintre de l'àmbit dels estudis i molt menys en el professional, encara que existeixen molts estudis que demostren que fomentar el joc produeix incomptables beneficis tant per les persones com per les empreses que els fomenten.
6. Viatjar: Quan vas d'excursió, de colònies es té una sensació d'enfrontar-se a alguna cosa desconeguda, d'aprendre noves coses, de formar part d'un grup que en certa manera, té el paper d'explorador, és fonamental per promoure la curiositat i per animar els alumnes a allunyar-se del seu àmbit de confort per conèixer món i millorar-lo. És molt important fonamentar el plaer de viatjar, de conèixer i explorar, en cas de comunicar-se amb altres realitats diferents i fent això, s'aconsegueixen persones molt tolerants.
7. Aprendre a gaudir d'un estil de vida saludable: És molt habitual que en infantil i en els primers cursos de primària es realitzin tallers d'alimentació saludable i a realitzar esport de manera regular. Aquests hàbits són absolutament fonamentals durant el desenvolupament i en l'edat adulta, permeten gaudir i allargar-la amb un nivell superior al d'aquelles persones que no s'alimenten correctament o no practiquen esport.

## Atenció a la diversitat
L'escola ha d'ésser inclusiva i ha de tenir com a finalitat proporcionar una formació comuna a tot l'alumnat i respondre a les seves necessitats, tant el que manifesta més dificultats per aprendre com el que està especialment dotat intel·lectualment. Una concepció comprensiva de l'escola suposa definir plantejaments sobre l'atenció a la diversitat i aplicar estratègies adients a fi de donar resposta als diferents interessos, capacitats i ritmes d'aprenentatge de l'alumnat. En definitiva, es tracta de garantir un equilibri entre la diversitat de l'alumnat i la comprensibilitat del currículum, diversificant la intervenció pedagògica i creant les condicions adequades que permetin el progrés de cada infant.
Són mesures d'atenció a la diversitat: 
- verificar l'adequació dels objectius de la programació a les característiques de l'alumnat;
- preveure diverses activitats amb diferent grau de complexitat per assolir un determinat objectiu, i identificar quines són les més adequades per a cada alumne/a;
- preparar noves activitats que permetin a l'alumnat aprendre i participar plenament a l'aula, i incloure de manera progressiva les noves opcions de treball en la programació d'aula com a propostes que també poden ser útils per a la resta de l'alumnat;
- avaluar prenent com a referent les opcions recollides específicament en les programacions.

L'escolarització de l'alumnat d'incorporació tardana al sistema educatiu ha de tenir en compte les seves circumstàncies, l'edat, els coneixements i l'historial acadèmic. Quan aquest alumnat presenti grans mancances en llengua catalana, ha de rebre una atenció específica mitjançant programes d'immersió, simultàniament a la seva escolarització en els grups ordinaris, amb els quals compartirà el major temps possible de l'horari setmanal.

## Països més destacats pel seu sistema educatiu a la UE

### Finlàndia
Finlàndia és un dels millors països del món en qualitat d'alfabetització.
L'educació en aquest país és gratuïta, d'accessibilitat universal i es finança amb la recaptació d'impostos. Es tracta del quart país en l'àmbit mundial que més diners inverteix en educació per persona.
L'educació és considerada com un dret fonamental que han de tenir tots els ciutadans, independentment del sexe, edat, nacionalitat, situació econòmica o discapacitat.
És obligatòria dels 7 als 16 anys. Els estudiants no han de pagar per cap material escolar. Els docents finlandesos són professionals altament valorats i són considerats com un dels pilars fonamentals del sistema, són una figura de gran autoritat dins dels centres educatius i en tota la societat.
La docència es basa en un sistema d'ensenyança personalitzat, fent èmfasi en les debilitats i dificultats de l'alumne.
L'avaluació no és numèrica i fins als 11 anys no reben qualificacions. Aquest sistema educatiu fomenta la participació activa dels pares. Les famílies consideren l'educació fonamental i la complementen amb activitats culturals.

### Estònia
El sistema educatiu d'Estònia es troba en un dels primers quant a rendiment en l'àrea de les ciències. També destaca en lectura i en matemàtiques.
L'educació dona igualtat d'oportunitats sense que la procedència socioeconòmica influeixi en l'accés als estudis. Tots els alumnes han de tenir accés a l'educació obligatòria. En aquest sentit, ha aconseguit ser un dels països amb menys estudiants resultats dolents, encara que, també és un dels països amb menys estudiants d'alt nivell.
La llengua d'Estònia és una llengua complexa que els nens coneixen des d'abans de primària i se li dona importància al llarg de la vida dels infants. A la universitat, la carrera es pot fer de franc si es fa íntegrament en llengua estoniana, encara que hi ha instituts que ensenyen fins a tres llengües.
El professorat compta amb molta llibertat a l'hora d'escollir continguts i metodologia. Els docents estan ben valorats, encara que no ben remunerats.
El currículum nacional només estableix objectius generals i els terminis per aconseguir-los, però són els professors els que decideixen com arribar a ells.
L'educació d'Estònia és altament tecnològica, algunes de les seves innovacions fan referència a la inclusió de la programació des dels primers anys d'escolarització.

### Polònia
L'educació és gratuïta i obligatòria dels 6 als 18 anys, donant l'oportunitat als alumnes amb l'edat de 15 anys de triar l'itinerari que volen seguir. El currículum prima l'estudi de la llengua, les matemàtiques i les ciències. A més, els professors tenen llibertat per desenvolupar el seu estil d'ensenyament.

### Suïssa
Es caracteritza pel fet que, igual que passa en altres països, l'educació és diferent depenent del lloc al qual s'estudiï. No obstant això, la constitució d'aquest país pren l'educació infantil com a obligatòria i gratuïta independentment del lloc de Suïssa en el qual es vulgui estudiar.

### Països Baixos
L'educació dels Països Baixos presta especial atenció a la formació i necessitats que puguin tenir els seus estudiants. Hi ha tres tipus d'escoles: públiques, especials i generals; encara que aquestes són gratuïtes poden demanar diners als pares.

### Irlanda
L'educació és obligatòria des dels sis fins als 15 anys. La ràtio de les classes és de 17 alumnes, una quantitat molt inferior a l'espanyola per exemple -25-. Consta de tres tipus d'universitats: els instituts tecnològics, els educatius i les universitats en si.

### Alemanya
Es caracteritza per ser obligatòria a partir dels sis anys, quan els nens entren en l'etapa de primària. Quan acaben la primària han de triar entre els diferents instituts que hi ha depenent del que vulguin estudiar amb posterioritat.